# Lucanamarca (película)
Lucanamarca es una película documental peruano de 2008 dirigido por Héctor Gálvez y Carlos Cárdenas. El primer acercamiento a la película nace a partir de unos reportajes de TV cultura a la labor que hacía la Comisión de la Verdad y Reconciliación (CVR) en Lucanamarca en el 2001.

## Sinopsis
El documental trata sobre los acontecimientos posteriores a la violencia política de décadas en el Perú. Después de la captura de Abimael Guzmán, líder del movimiento revolucionario de inspiración maoísta Sendero Luminoso, se crea una Comisión de la Verdad y Reconciliación (CVR) para visitar las comunidades locales y abordar las tragedias que ocurrieron durante las hostilidades. La principal de estas comunidades es Lucanamarca, una ciudad rural que experimentó el peor episodio de violencia, en el que sesenta y nueve adultos y niños fueron asesinados, en respuesta al asesinato de un comandante de campo local de Sendero Luminoso. La llegada de la Comisión de la Verdad y la Reconciliación para exhumar a los cuerpos de las víctimas de Lucanamarca por la búsqueda de hechos despierta fuertes recuerdos de la violencia, historias contradictorias de quién estuvo involucrado y enemistad entre quienes apoyaron o se opusieron a los terroristas.
En 2005, el proyecto de la película fue beneficiario de la beca Fundación ALTER- CINE de Canadá, asimismo, en 2007 obtuvo el apoyo económico para la postproducción del Fondo JAN VRIJMAN de Holanda. 

## Historia
La masacre de Lucanamarca fue el asesinato de 69 campesinos del pueblo peruano de Santiago de Lucanamarca y sus alrededores el 3 de abril de 1983 en la región de Ayacucho. La masacre fue perpetrada por el grupo terrorista Sendero Luminoso, la organización maoísta que inició el conflicto armado interno de Perú.

## Premios, nominaciones y festivales
| Año  | Lugar                                                                 | País   | Categoría/Sección         | Resultado | Notas |
| ---- | --------------------------------------------------------------------- | ------ | ------------------------- | --------- | ----- |
| 2010 | Festival Internacional de Documentales "Santiago Álvarez In Memoriam" | Cuba   | Mejor Ópera Prima         | Ganador   | [ 6 ] |
| 2009 | Festival Internacional de Cine en Guadalajara                         | México | Documental iberoamericano | Nominado  | [ 7 ] |

## Recepción
En IMDb tiene una puntuación de 7,2/10 basada en 12 votos de los usuarios.